# The Deadwood Coach
Pour plus de détails, voir Fiche technique et Distribution.
The Deadwood Coach est un film muet américain réalisé par Lynn Reynolds, sorti en 1924.

## Fiche technique
- Titre : The Deadwood Coach
- Réalisation : Lynn Reynolds
- Scénario : Lynn Reynolds, d'après le roman de Clarence E. Mulford
- Photographie : Daniel B. Clark
- Costumes : Sam Benson
- Producteur : William Fox
- Société de production :  Fox Film Corporation
- Société de distribution :  Fox Film Corporation
- Pays de production :  États-Unis
- Langue : film muet avec les intertitres en anglais
- Métrage : 1 934,26 m (7 bobines)
- Format : Noir et blanc — 35 mm — 1,33:1 — Muet
- Genre : Film dramatique, Film d'aventure, Film d'action
- Durée : 70 minutes (1 h 10)
- Date de sortie : 
  - États-Unis : 7 décembre 1924

## Distribution
- Tom Mix : Tom / l'orphelin
- Tony the Horse : Tony, le cheval de Tom
- George Bancroft : Tex Wilson
- Doris May : Helen Shields
- Lucien Littlefield : Charlie Winter
- Frank Coffyn : Walter Gordon
- Jane Keckley : Mrs. Gordon
- Ernest Butterworth : Jimmie Gordon
- DeWitt Jennings : Jim Shields
- Buster Gardner : Bill Howland
- Norma Wills : Mme Shields
- Sid Jordan : Need
- Nora Cecil : Matilda Shields
- Ed Brady : un acolyte
- Hank Bell : rôle mineur